# Tressange
 Tressange  es una población y comuna francesa, en la región de Lorena, departamento de Mosela, en el distrito de Thionville-Ouest y cantón de Fontoy.

## Demografía
| 1844 | 1937 | 1713 | 1927 | 2012 | 1986 |
| Para los censos de 1962 a 1999 la población legal corresponde a la población sin duplicidades (Fuente: INSEE [Consultar]) |      |      |      |      |      |